# Väg och transportforskningsinstitutet
VTI
Pour les articles homonymes, voir VTI.
Le Väg- och transportforskningsinstitutet (VTI) est l'institut suédois de recherche sur la sécurité des transports.
Créé en 1975, il est installé sur le campus de l'université de Linköping. Ses activités portent sur les transports en général au point de vue des nuisances et des économies d'énergie mais aussi pour une grande part sur la sécurité routière et sur la sécurité ferroviaire.

## Simulateurs
Il s'est équipé d'un simulateur de conduite avec mouvements dès 1985. Ce simulateur, entièrement conçu par une équipe du centre, a été précurseur à son époque. Depuis cette date, deux autres simulateurs ont été construits. Le dernier a été mis en service en 2004.

## Photos

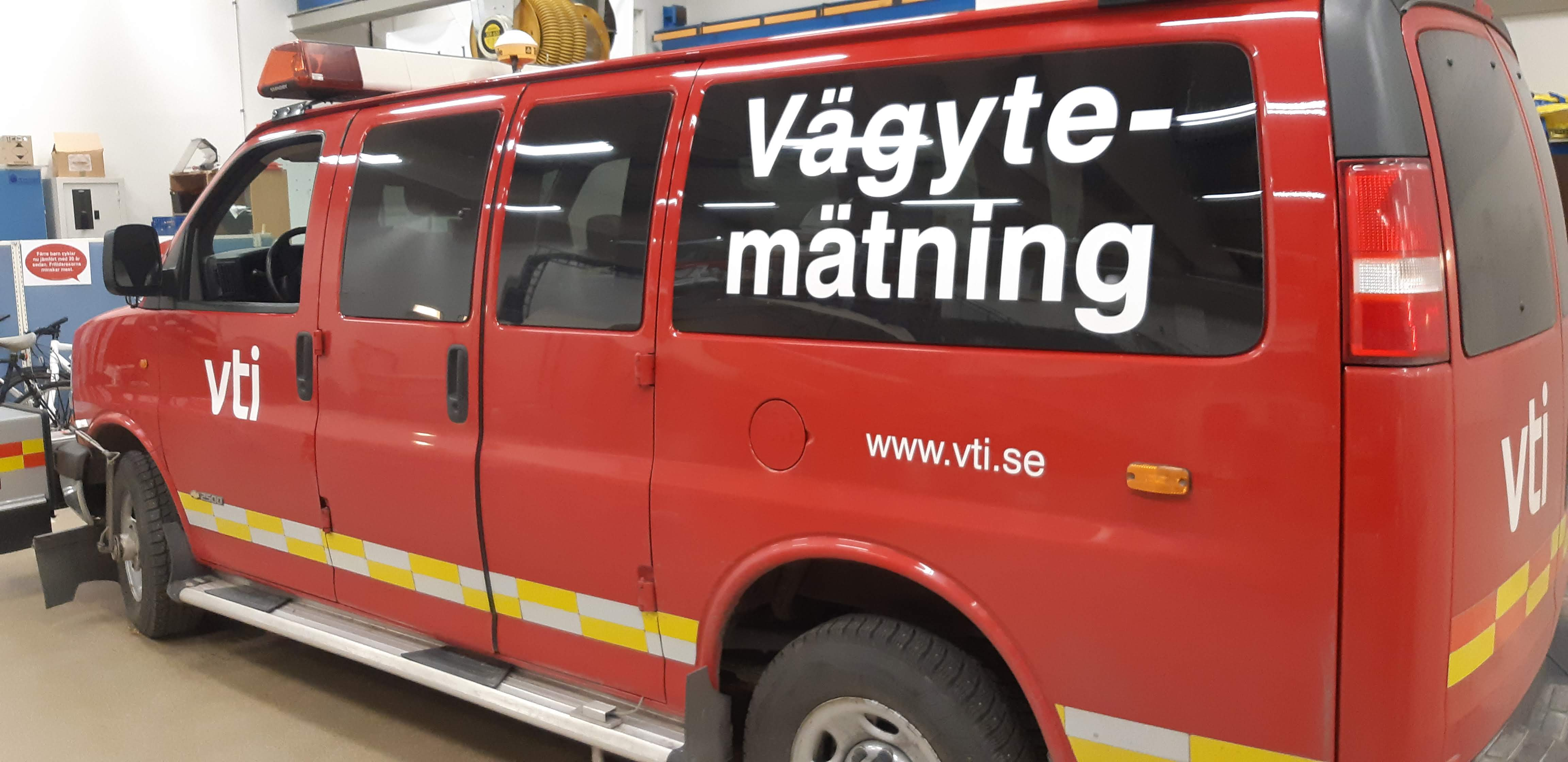
Véhicule de mesure
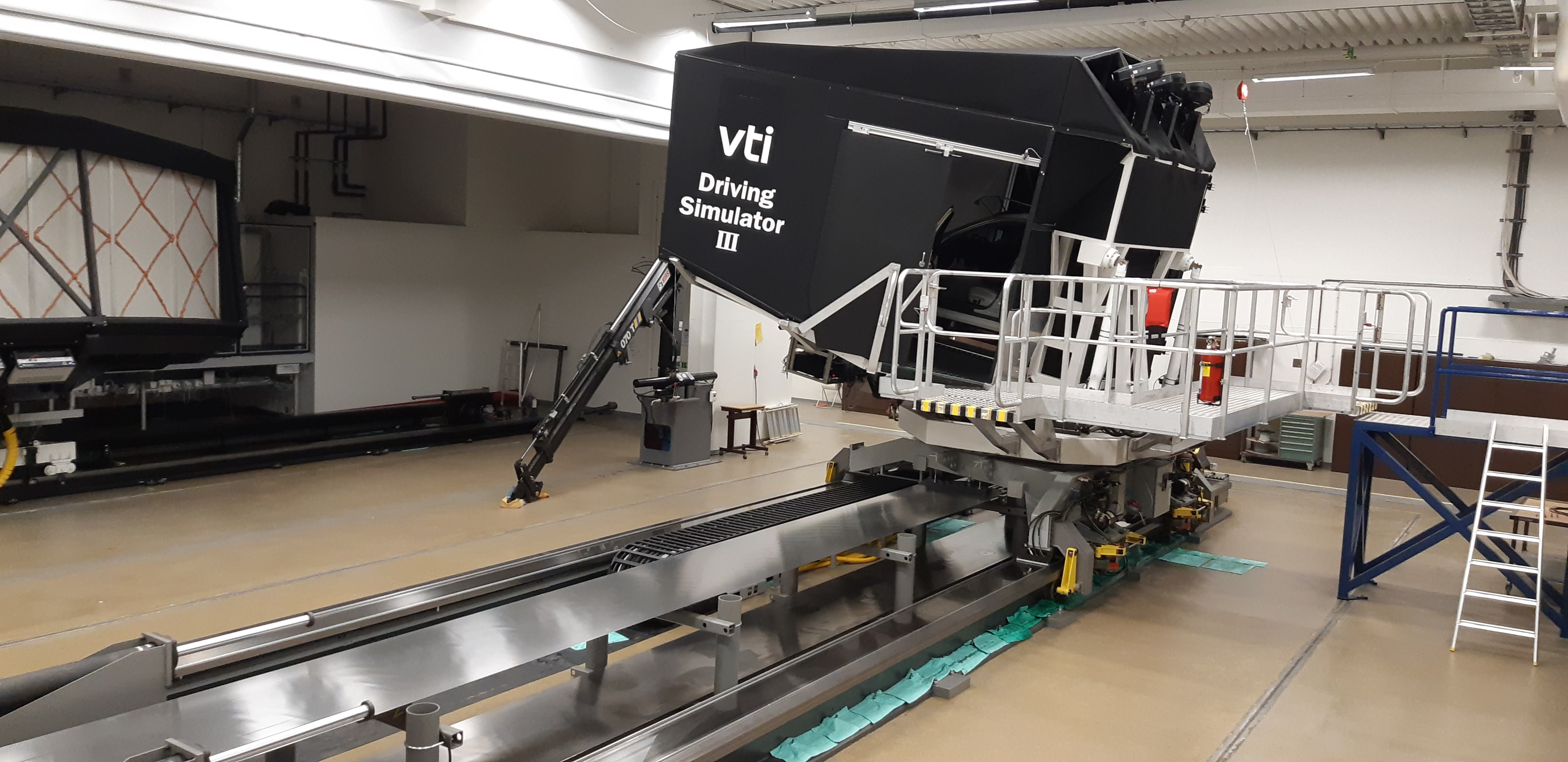
Simulateur de conduite III